# Pétra (ort i Grekland, Epirus, Nomós Prevézis)
Pétra är en ort i Grekland.   Den ligger i prefekturen Nomós Prevézis och regionen Epirus, i den centrala delen av landet, 280 km nordväst om huvudstaden Aten. Pétra ligger 16 meter över havet och antalet invånare är 515.
Terrängen runt Pétra är kuperad åt nordväst, men åt sydost är den platt.Runt Pétra är det ganska tätbefolkat, med 72 invånare per kvadratkilometer. Närmaste större samhälle är Arta, 14,3 km öster om Pétra. Trakten runt Pétra består till största delen av jordbruksmark.